# Praczki
Praczki – zabytkowa rzeźba stojąca w parku Planty w Białymstoku w pobliżu ulicy Mickiewicza. Jej autorem jest Stanisław Horno-Popławski.

## Opis pomnika
Rzeźba przedstawia trzy kobiety robiące pranie w pozycji klęczącej. Jedna z postaci, z powodu luźnego odzienia, prezentuje nagą lewą pierś. Staw nad którym znajduje się rzeźba ma wielkość 10,2m x 30,5m i głębokość ok. 1m.

## Historia rzeźby

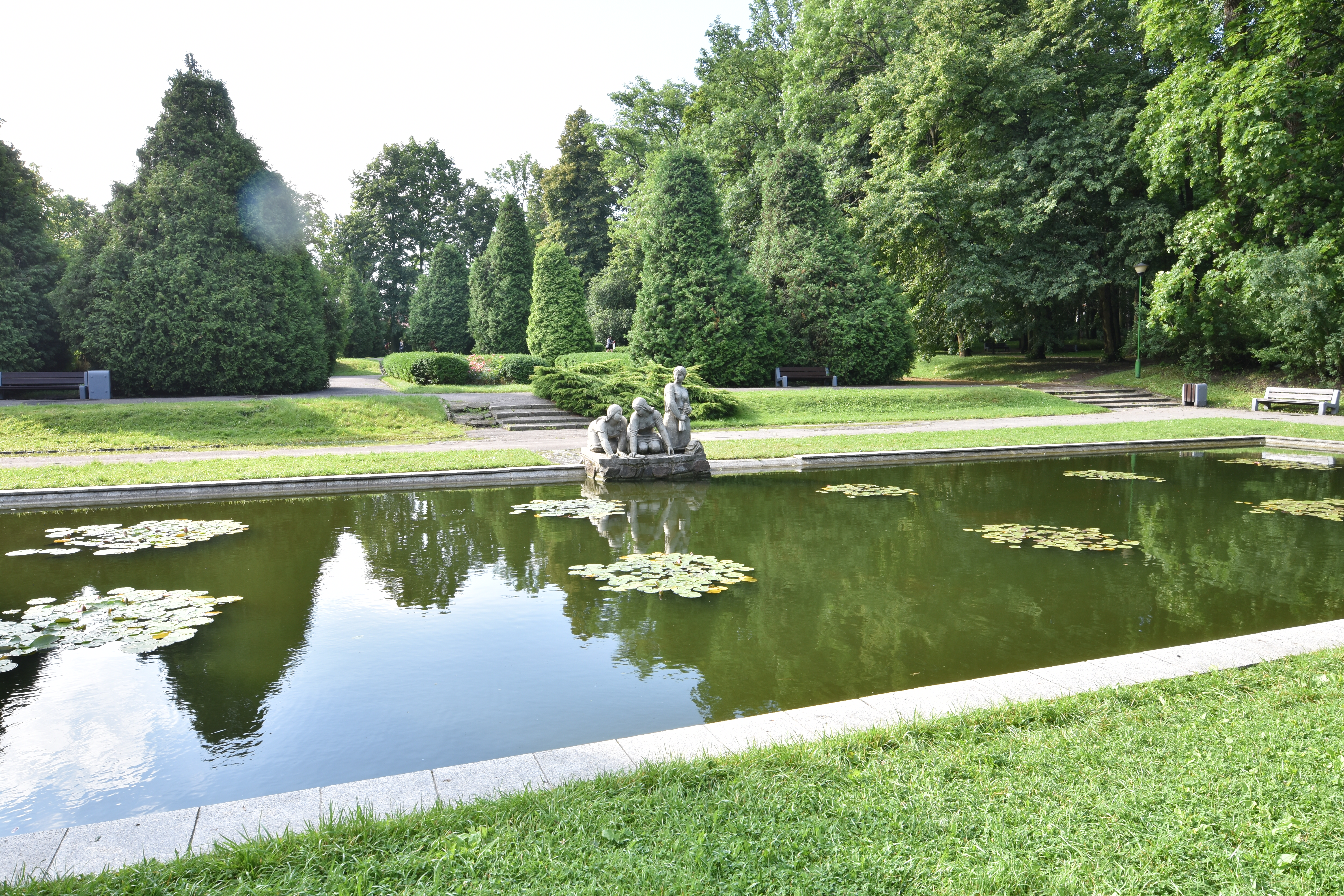
Staw w parku Planty

Rzeźba Praczki powstała w Toruniu w 1938, na zlecenie ówczesnego wojewody białostockiego. W 1945 została umieszczona nad jednym ze stawów parku Planty. W 1978 pomnik został odrestaurowany – rzeźbę wyczyszczono i połatano cementem. W 1992 Praczki zostały umieszczone w rejestrze Wojewódzkiego Konserwatora Zabytków. W 2000 głowa jednej z praczek została ułamana, jednak uszkodzenie zostało szybko naprawione. W marcu 2003 doszło do kolejnej dewastacji pomnika. Jedna z trzech figur została przepołowiona. W lipcu 2003 rzeźba została ponownie odrestaurowana. 
Replika rzeźby w skali 1:1 znajduje się w jednym z gdańskich muzeów. Praczki są jedynym niesakralnym dziełem Stanisława Horno-Popławskiego znajdującym się w Białymstoku.